# Erwin Katona
Erwin Katona, též Ervín Katona (26. června 1903, Uherský Brod – 1980, Camden (londýnský obvod), byl německy hovořící židovský architekt, představitel funkcionalismu, který působil koncem dvacátých a v třicátých letech v Československu. Nejvíce staveb, zejména činžovních domů, postavil v Praze. Projektoval též rodinné vily v Ústí nad Labem, obchody (Plzeň a český Brod) či například volnočasové centrum (Žižkov).

## Život a dílo
Narodil se v Uherském Brodě v roce 1903. Do Prahy přišel ve dvacátých letech údajně z Budapešti, kde možná i studoval.
V Praze postavil několik nájemních domů, které jsou velmi typické pro svoji na první pohled viditelnou funkčnost až jednoduchost. Na první pohled se většinou odlišují od okolní zástavby kachlíkovou fasádou a typickými, pravoúhlými tvary. Katonovy domy lze nalézt na Žižkově, v Karlíně, na Smíchově i na území Nového i Starého Města.
Vedle toho projektoval a postavil i tři významné vily v Ústí nad Labem. Před okupací Československa emigroval do Velké Británie. Zde byl autorem několika patentů pro montované domy, které jsou zde známé jako tzv. "orlit houses". Naposledy je zmiňován r. 1980 jakožto člen Královského institutu britských architektů (RIBA).
Další jeho osudy zatím nejsou známy.

## Dílo

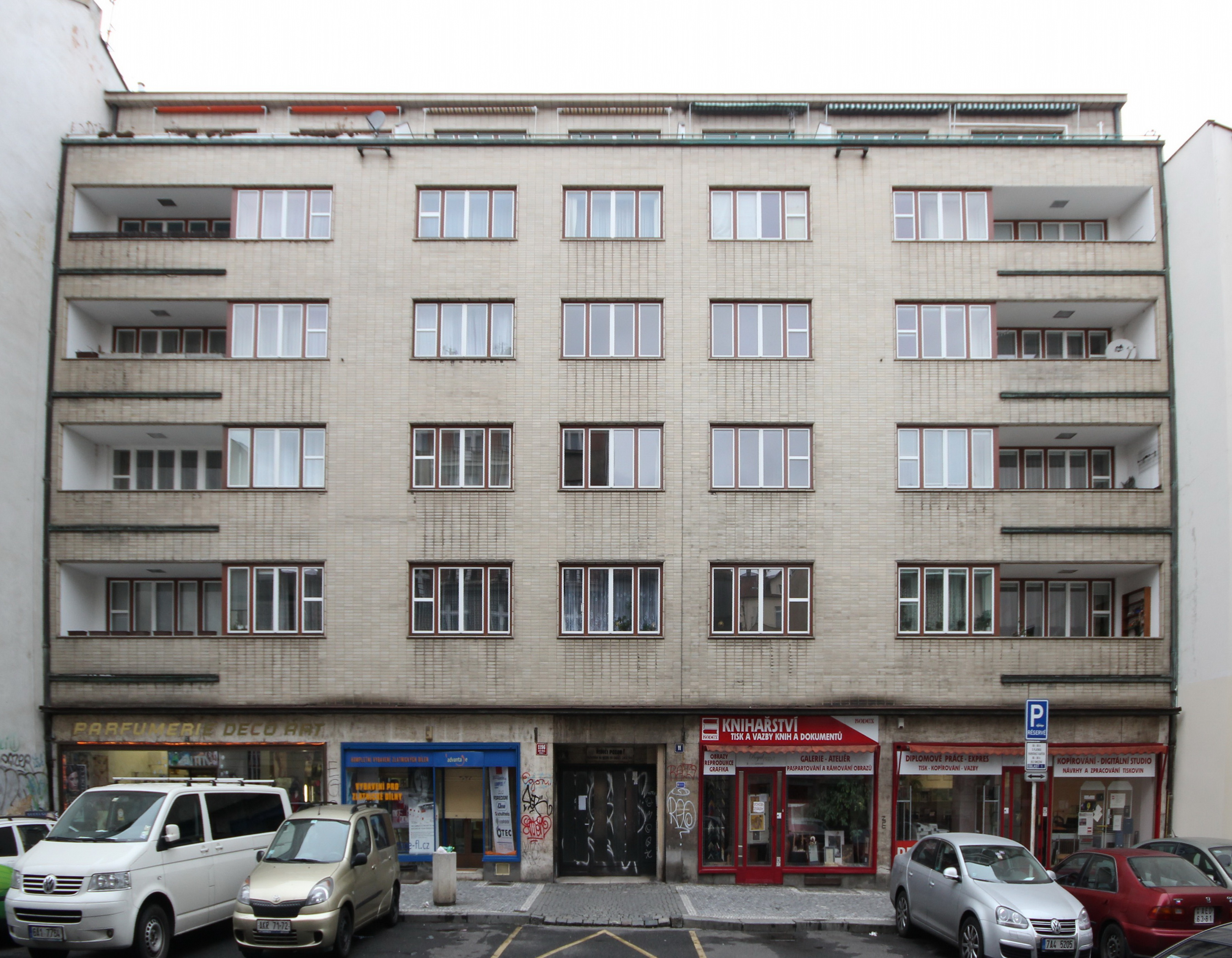
Nájemní dům, čp. 1196, Praha 1-Nové Město, Soukenická 11

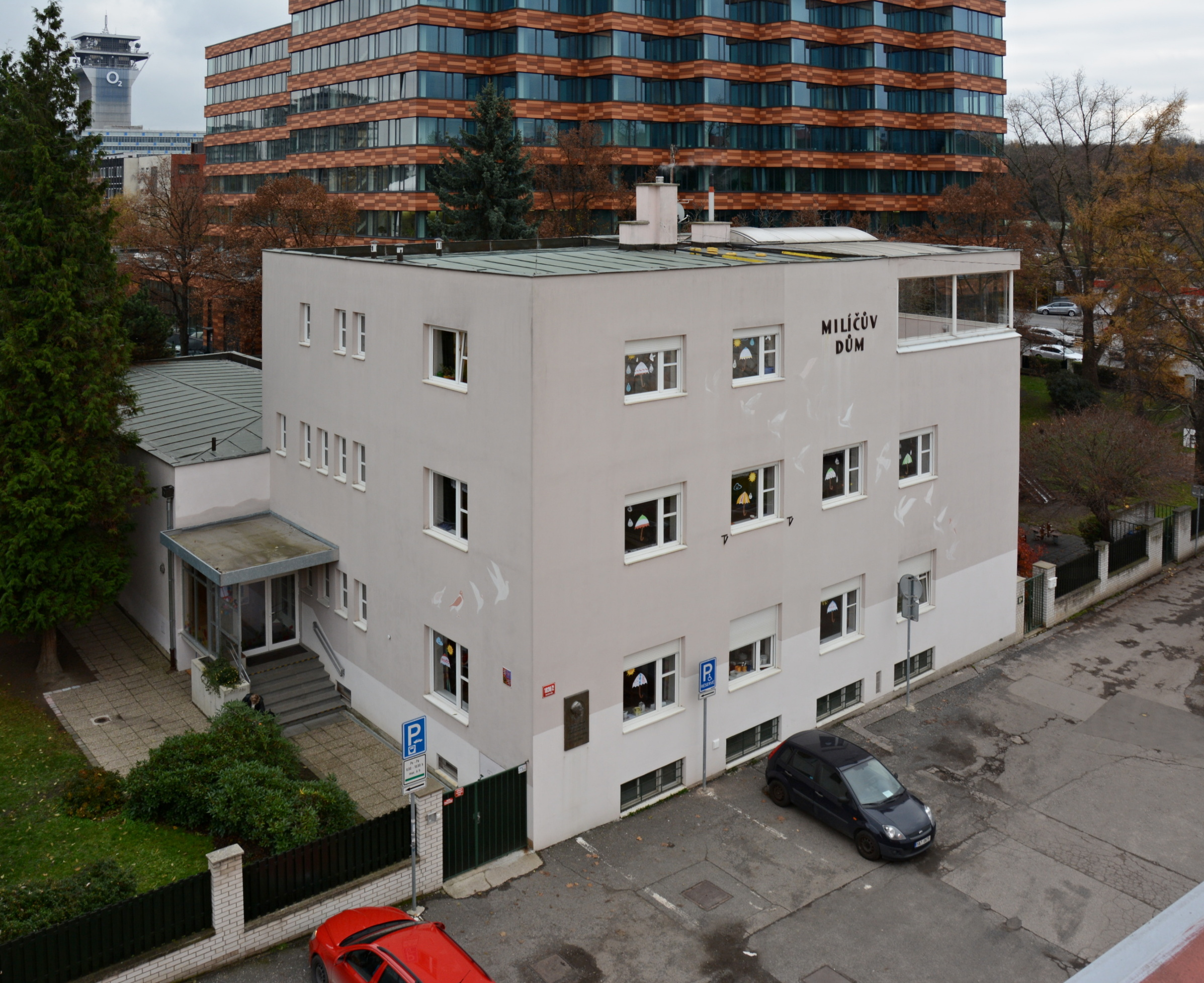
Milíčův dům na Žižkově

První jeho stavby jsou ovlivněny architektonickým expresionismem. Další jeho práce jsou ve funkcionalistickém stylu.

### Praha
- 1928–1929 Činžovní dům čp. 685, Praha 1 – Staré Město, Benediktská 2[5]
- 1930–1931 Činžovní dům čp. 1698, Praha 3 – Žižkov, Křišťanova 15
- 1930, 1932 Úpravy domu čp. 399, Praha 1 – Staré Město, Provaznická 11[6]
- 1933 Dětský útulek "Milíčův dům", čp. 1836, Praha 3 – Žižkov, Sauerova 2, postaveno ze sbírky, kterou uspořádal časopis Sbratření Přemysla Pittra[7]
- 1935–1936 Činžovní dům čp. 1196, Praha 1 – Nové Město, Soukenická 11[8]
- 1936 Činžovní a kancelářský dům s obchody čp. 696, Praha 1 – Staré Město, Masná 21[9]
- 1936 Činžovní dům čp. 276, Praha 7 – Holešovice, U Studánky 1
- 1936 Činžovní dům čp. 696, Praha 7 – Holešovice, Veletržní 29
- 1937 Činžovní dům čp. 2062, Praha 1 – Nové Město, Klimentská 6[10]
- 1938 Dům čp. 318, zvaný U Vodičků, Praha 1 – Nové Město, Karlovo nám. 4[11]
- 1938 úprava průčelí domu čp. 1307, Praha 1 – Nové Město, Krakovská 22
- 1938 Činžovní dům čp. 245, Praha 7 – Holešovice, U Smaltovny 16

### Ústí nad Labem
- 1930 Vila Leo Pick, čp. 597, Ústí nad Labem – Klíše, Beethovenova 31[12]
- 1931 Vila Klimsch, čp. 658, Ústí nad Labem – Klíše, Slavíčková 31[13]
- 1932–1934 Vila Adolfa Pietschmanna, čp. 711, Ústí nad Labem – Klíše, Štefánikova 14[14][15]